# Apomorfia
Apomorfia (do grego, απο, "longe de" e μορφη, "forma") é o termo designado para definir uma característica mais recente derivada de uma característica primitiva de uma espécie ancestral.
Uma condição é dita como sendo apomórfica em relação a outra; podendo ser classificada como plesiomórfica se modificada a condição de referência. Por exemplo, a presença de carioteca em determinadas células é apomórfica à sua ausência.

## Termos relacionados
- Sinapomorfia: apomorfia compartilhada por grupo.
- Autapomorfia: apomorfia compartilhada por apenas um táxon terminal de um determinado cladograma.